# Jejunostoma
Ein Jejunostoma (von lateinisch jejunum „Leerdarm“, und altgriechisch στόμα stoma „Mund“) bezeichnet eine durch Jejunostomie angelegte Verbindung zwischen der Bauchdecke und dem oberen Dünndarm (Jejunum). Durch diese Öffnung wird eine Darmsonde zur enteralen Ernährung gelegt. Erste Jejunostomien wurden bereits im 19. Jahrhundert durchgeführt.
Ein Jejunostoma kann chirurgisch mittels einer offenen oder laparoskopischen Operation oder interventionell-endoskopisch mittels einer erweiterten Jejunoskopie angelegt werden. Im letzteren Fall wird von einer perkutanen endoskopischen Jejunostomie (PEJ) gesprochen.
Davon abzugrenzen ist die JET-PEG (englisch Jejunal Sond through PEG), eine Sonde, die durch eine PEG in den Dünndarm vorgeschoben wird und häufig ebenfalls als PEJ bezeichnet wird.
Eine operative geschaffene Verbindung zwischen Gallengang und Jejunum wird als Hepatikojejunostomie (erstmals 1909 von Rudolf Dahl in Stockholm durchgeführt) bezeichnet, eine zwischen Gallenblase und Jejunum, wie sie der Russe N. D. Monastyrski 1887 erstmals durchführte, als Cholezystojejunostomie und eine Verbindung zur Bauchspeicheldrüse als Pankreatikojejunostomie.

## Indikation
Die Anlage eines Jejunostomas wird erforderlich, wenn zum einen die Indikation zur Sondenernährung gegeben ist (siehe PEG), aber der Übertritt der Sondenkost aus dem Magen in den Dünndarm nicht möglich ist. Dies kann der Fall sein bei einer Magenausgangsstenose, wie sie beim inoperablen Magenkarzinom (Magenkrebs)  oder Vernarbung durch chronische Ulkuskrankheit (Magen- bzw. Zwölffingerdarmgeschwüre) vorkommt. In anderen Fällen kommt es bei der Ernährung über die PEG zu einem hochgradigen gastroösophagealen Reflux bis hin zur lebensbedrohlichen retrograden Aspiration von Mageninhalt; in diesen Fällen kann mit einer Jejunostomie Abhilfe geschaffen werden, da ein Speisereflux aus dem Dünndarm in den Magen aufgrund der lebhaften Dünndarmperistaltik in der Regel nicht stattfindet.